# Xuso Jones
Jesús Segovia Pérez (Murcia, España; 16 de junio de 1989), más conocido como Xuso Jones, es un cantante, influencer y presentador español. Se dio a conocer a través de un vídeo colgado en YouTube en el que pedía un McMenú en un McAuto cantando. Ha participado en el programa La voz, en Tu cara me suena y en MasterChef Celebrity.

## Biografía
Se dio a conocer a través de redes sociales mientras realizaba versiones de canciones y subía temas propios. Su vídeo cantando el pedido en el micrófono del McAuto tiene más de diez millones de visitas, y su repercusión le permitió grabar un anuncio con McDonald's.
Entre sus versiones se encuentra una de la canción Ley de Newton del álbum Bela y sus Moskitas Muertas de Beatriz Luengo donde la propia cantante participó.
Posteriormente viajó a Los Ángeles y grabó tres sencillos y un videoclip. La publicación de Buy the DJ a round le colocó en el número 5 de la lista iTunes. Posteriormente publicó Celebrating Life. Ambos sencillos pasaron a formar parte de su primer álbum Part 1.
Tras haber sido telonero de Justin Bieber, posteriormente de Selena Gomez, y de Jessie J, en España, la subida de su popularidad también se debió a su participación en la tercera edición del programa Tu cara me suena en Antena 3, quedando como tercer finalista. A finales de 2013 publicó el sencillo Megaphone.
En 2014 participó en el concurso Tu cara me suena mini como padrino de Abril, que ganó la edición; allí mostró distintos registros musicales, incluyendo falsetes. También participó en el Coca-Cola Music Experience de Madrid, festival patrocinado por Los 40.
El 29 de diciembre de 2015, RTVE anuncia que Xuso Jones es uno de los 6 candidatos para representar a España en el LXI Festival de la Canción de Eurovisión que tendrá lugar en Estocolmo en mayo de 2016. Competía contra los otros 5 aspirantes (María Isabel López, Barei, Electric Nana, Maverick López y Salva Beltrán) en una gala televisada (Objetivo Eurovisión) emitida el 1 de febrero de 2016. El 19 de enero, semanas antes de la gala, se dieron a conocer los avances de las canciones, dando a conocer el título de su canción, Victorious, y un fragmento de ella. Xuso Jones quedó segundo en Objetivo Eurovisión, ganando Barei.
En 2019 colaboró en el programa La Voz de Antena 3 comentando las actuaciones de los concursantes después de cada programa.
En 2022 fue uno de los influencers elegidos por Telecinco para su nuevo programa Quiero ser famoso.
En 2024 se casó en Murcia con su novio.
Es licenciado en Turismo por la Universidad Católica San Antonio de Murcia.

## Discografía

### Álbumes de estudio
| Año  | Título        | Detalles                                                           | ESP |
| ---- | ------------- | ------------------------------------------------------------------ | --- |
| 2013 | Part 1 (2013) | - Fecha de lanzamiento: 2013 - Discográfica: Universal Music Group | 17  |
| 2015 | Vuela (2015)  | - Fecha de lanzamiento: 2015 - Discográfica: Concert Music         |     |

### Sencillos
- Buy the DJ a Round (2012) - 5.⁰ puesto en iTunes[20]durante la semana de su estreno.
- Celebrating Life (2012).
- Turn on the radio (2013).
- Megaphone (2013).
- Todo lo que tengo (2014).
- Somos (2015).
- Victorious (2016).
- Como yo (feat. Danny Romero; 2018).
- Mil pasos (2019).
- Tequila (feat. Bombai; 2021).
- Troya (2022).
- 30 metros (feat. Luis Fro; 2022).

### Bandas sonoras
| Año  | Canción                    | Película o serie                   |
| ---- | -------------------------- | ---------------------------------- |
| 2013 | Nada es imposible          | BSO de la serie Descubre con Tadeo |
| 2013 | Gru 2. Mi villano favorito | BSO de Gru 2. Mi villano favorito  |
| 2015 | Somos                      | BSO de Pitch Perfect 2             |

## Televisión

### Programas
| Año           | Programa                              | Notas       |
| ------------- | ------------------------------------- | ----------- |
| 2014          | Hable con ellas                       | Invitado    |
| 2014          | Killer Karaoke                        | Invitado    |
| 2016          | Objetivo Eurovisión                   | Invitado    |
| 2017          | Tu cara no me suena todavía           | Invitado    |
| 2017          | Dani&Flo con Lara Álvarez             | Invitado    |
| 2018          | Hipnotízame                           | Colaborador |
| 2019          | MasterChef Junior                     | Invitado    |
| 2020          | Entre ovejas                          | Invitado    |
| 2022          | Secret Story: la casa de los secretos | Colaborador |
| 2022          | Mapi                                  | Invitado    |
| 2023-2024     | OT al día                             | Presentador |
| 2024-presente | Lo sabe, no lo sabe                   | Presentador |

#### Como concursante
| Año        | Programa               | Notas                       |
| ---------- | ---------------------- | --------------------------- |
| 2013- 2014 | Tu cara me suena 3     | Concursante - 3.º finalista |
| 2014       | Tu cara me suena mini  | Concursante - Ganador       |
| 2018       | MasterChef Celebrity 3 | Concursante - 2.º expulsado |

### Series
| Año  | Programa    | Personaje |
| ---- | ----------- | --------- |
| 2015 | Gym Tony    | Ricardo   |
| 2015 | Yo quisiera | Él mismo  |

### Podcast
| Año           | Programa      | Notas       |
| ------------- | ------------- | ----------- |
| 2022-presente | Poco se habla | Presentador |

## Telonero
- Telonero de Justin Bieber[26] en España.
- Telonero de Selena Gomez.[27]
- Telonero de Jessie J (en el Palacio Vistalegre de Madrid).

## Galardones
- 2014: Nominación a Nickelodeon Kids' Choice Awards 2014.[28]
- 2024: Premio Ondas Globales del Podcast Mejor Anfitrión o Anfitriona para Xuxo y Ana Britto por Poco se habla!. [29]